# 東牛津 (英國國會選區)
東牛津（英語：Oxford East），英國國會一自治市選區，包括英格蘭東南部牛津郡牛津市東部和南部。始設於1983年。
本區1987年前支持保守黨，此後支持工黨的安德魯·史密斯。在2010年大選中史密斯以42.5%選票五度連任。